# Рот, Вильгельм Август
Вильгельм Август Рот (нем. Wilhelm August Roth; 1833—1892) — немецкий медик, военврач и педагог.

## Биография

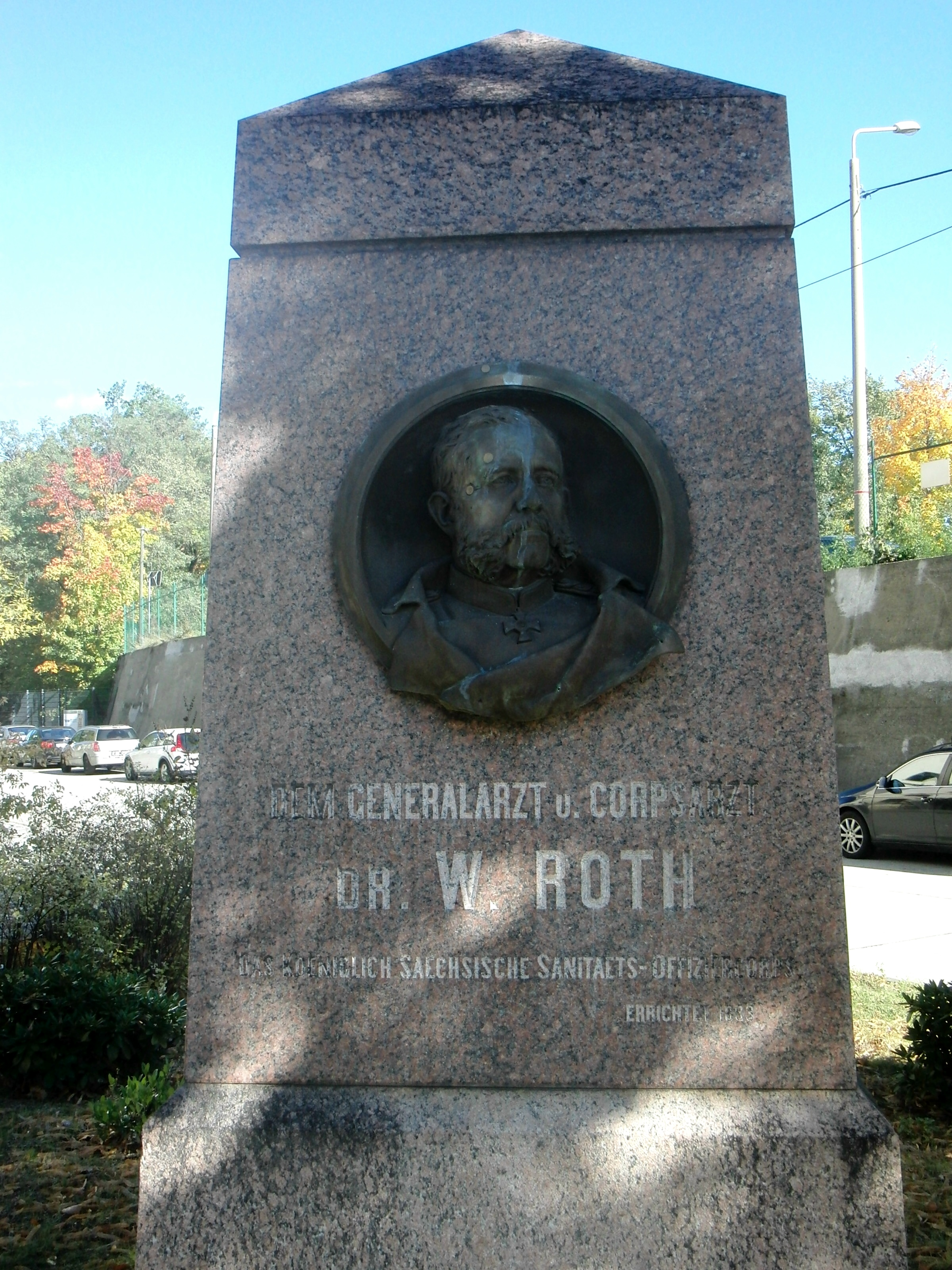
Памятник в Дрездене

Вильгельм Август Рот родился 19 июня 1833 года в городе Люббене. По окончании школы продолжил обучение в Берлине, где изучал медицину и уже с апреля 1859 года сам стал преподавать в Прусской военной академии.
Во время Франко-прусской войны 1870—1871 годов Рот служил Германии в качестве военного врача.
С 1873 года был профессором гигиены в Дрезденском техническом университете (в то время политехникум) и в то же время читал лекции для военных врачей. Среди его учеников были не только немцы, но и студенты из других стран, например, Мори Огай.
С 1872 года Рот издавал «Jahresbericht über die Leistungen und Fortschritte auf dem Gebiete des Militärsanitätswesens».
Вильгельм Август Рот умер 12 июня 1892 года в городе Дрездене, где позднее ему был установлен памятник.
Из научных трудов Рота наиболее известны следующие: «Militärärztliche Studien» (Берлин, 1864—1868), «Grundriss der physiologischen Anatomie für Turnlehrerbildungsanstalten» (там же, 1866; 4 изд., 1885), «Handbuch der Militärgesundheitspflege» (с Лексом, там же, 1872—1877).